# La Fermeté
La Fermeté – miejscowość i gmina we Francji, w regionie Burgundia-Franche-Comté, w departamencie Nièvre.
Według danych na rok 1990 gminę zamieszkiwały 563 osoby, a gęstość zaludnienia wynosiła 16 osób/km² (wśród 2044 gmin Burgundii La Fermeté plasuje się na 414. miejscu pod względem liczby ludności, natomiast pod względem powierzchni na miejscu 113.).